# Panic Restaurant
Panic Restaurant (яп. わんぱくコックンのグルメワールド ванпаку коккун но гурумэ ва:рудо) — компьютерная игра жанра платформер, разработанная и изданная японской компанией Taito Corporation эксклюзивно для игровой системы NES. Японская версия игры вышла 24 апреля 1992 года, североамериканская — в октябре того же года, а европейская — 26 мая 1994 года.
Panic Restaurant вышла на закате производства игр для NES и стала одной из 10 последних, выпущенных компанией Taito для этой игровой системы.

## Сюжет
Игра рассчитана на игроков младшего возраста и особого сюжета не имеет. Антагонист игры — злодей Hors d’Oeuvre, отобрал ресторан у главного героя — повара Naughty Kokkun и оживил находящиеся в ресторане продукты питания, столовые и бытовые приборы. Теперь цель несчастного повара — вернуть ресторан в своё владение, для чего ему предстоит очистить здание от оживших овощей и в финальном сражение одолеть подлого Hors d’Oeuvre.

## Игровой процесс
Игра представляет собой классический двухмерный платформер с боковым скроллингом в стиле Super Mario Bros., Duck Tales или Chip 'n Dale: Rescue Rangers. Главный герой, вооружившись сковородой, ходит по красочным уровням и ударами своего оружия расправляется с врагами — бегающими окороками, морковками и тостерами и собирает оставшиеся от них монетки. По мере прохождения игры повар может найти более совершенное оружие, вроде гигантской ложки, вилки или метательных тарелок.
Игра разбита на шесть этапов, носящих соответствующие духу игры названия: закуска, суп, салат, рыба, мясо и десерт. Оформлены уровни также в соответствии с тематикой игры. В конце каждого уровня игрока ждёт встреча с главным врагом — боссом уровня. Это может быть огромный гамбургер, зловещий тостер или летающая сковорода. В самом конце игры предстоит закидать яйцами в сражении на летающих чашках главного противника в игре — Hors d’Oeuvre.
По окончании каждого раунда на собранные монетки можно поиграть в подобие игрового автомата, среди призов которого — дополнительная жизнь, бонусные пункты и т. д. Кроме того, в основную игру встроено несколько мини-игр, в ходе которых надо ловить падающие сверху экрана яйца или ловить в помощью специального приспособления выскакивающих из воды рыбок.

## Региональные различия
При портировании для североамериканского рынка игра претерпела ряд изменений. Так, главный герой японской версии — молодой поварёнок по имени Naughty Kokkun, в североамериканской — повар Cookie в годах, с усами и седыми волосами, вследствие чего была переделана начальная заставка. Также было изменено имя главного злодея: из оригинального Hors d’Oeuvre (во французской кухне — классическая закуска) его переименовали в Ohdove (вероятно, это результат плохой локализации игры с японского на английский). Небольшие изменения коснулись игрового процесса — в оригинале главный герой использует в качестве основного оружия собственный поварской колпак, когда как в локализованной версии — сковороду. Было уменьшено количество выпадающих бонусов по сравнению с японской версией.
Для европейской версии в качестве основы был выбран североамериканский порт, вышедший в 1994 году без изменений.

## Уровни
Все уровни названы в честь блюд, а оформление уровней — места питания. Всего шесть уровней, в конце каждого главного героя ожидает босс, который тоже связан с пищей.
- Закуска: Место действие — Улицы. Босс уровня — Сковородка с поп-корном.
- Суп: Место действие — Ресторанный зал. Босс уровня — Микроволновка.
- Салат: Место действие — Кухня. Босс уровня — Кастрюля с креветками.
- Рыба: Сад с барбекью. Босс уровня — Гамбургер.
- Мясо: Место действие — Морозильник. Босс уровня — Мороженое.
- Десерт: Место действие — Погреб. Босс уровня — Hors d’Oeuvre.

## Оружия и предметы
- Колпак повара (в американской версии — сковорода) — стандартный вид оружия, способно атаковать так сбоку и сверху.
- Ложка — хорошее оружие, имеет хорошую дальность.
- Вилка — оружие совмещено с прыгалкой. Герой скачет на вилке, всё что попадает под вилку — уничтожается. Также можно прыгать по шипам.
- Тарелка или яйцо — «стрелковое» оружие, имеет большую дальность поражения. Яйцо доступно только в битве с финальным боссом.
- Сковорода (в американской версии — кастрюля) — не оружие, делает героя временно неувязвимым.
- Конфетка — восстанавливает 1 сердечко.
- Леденец на палочке — восстанавливает все сердечки + добавляет одну если у вас было 2 или 3 сердечка.
- Колпак повара — дополнительная жизнь.

## Критика
Особо популярной игра не была, поэтому отзывов известно не так уж много. Однако, оценки игре поставлены довольно высокие.

### Рецензии
- Посвящённый компьютерным играм сайт HonestGamers поставил в 2003 году игре 8 баллов из 10 (Excellent), отметив замечательное оформление уровней. Из минусов была названа непродолжительность игры, которую реально пройти за полчаса[4].
- Канадский франкоязычный сайт Quebec Gamers оценил в 2008 году Panic Restaurant в 7,6 баллов из 10. Самая высокая оценка была поставлена графике и управлению игры, ниже всего — сложность и желание повторного прохождения[5].